# Traité de Guérande (1381)
Pour les articles homonymes, voir Traité de Guérande.
 (mars 2015).
Si vous disposez d'ouvrages ou d'articles de référence ou si vous connaissez des sites web de qualité traitant du thème abordé ici, merci de compléter l'article en donnant les références utiles à sa vérifiabilité et en les liant à la section « Notes et références ».
Bruges (1376) Leulinghem (1384)
Le second traité de Guérande est signé le 15 janvier 1381 et ratifié le 4 avril, semble-t-il par Guillaume du Val, chevalier, seigneur du Val, noble à Inzinzac. Le duc Jean IV de Bretagne recouvre ses biens, contre l’hommage prêté au roi de France, Charles VI, le versement d’une indemnité et le renvoi des conseillers anglais. La neutralité de la Bretagne est imposée.

## Historique
Les députés qui le négocièrent sont :
- de la part du roi de France :
  - le sire de Coucy ;
  - le sire de Raineval ;
  - Arnaud de Corbie, premier président au parlement de Paris ;
  - Anseau de Plaisans, sire de Montferrand
  - Jean de Rais
- de la part du duc de Bretagne :
  - Guy XII de Laval ;
  - Charles de Dinan, sire de Montafilant ;
  - Guy de Rochefort, sire d'Assérac ;
  - Briand II de Châteaubriant-Beaufort, seigneur de Beaufort, époux de Marie de Beaumanoir[1] ;
  - Jean Le Barbu, seigneur de Tromenec, écuyer de l’hôtel de la famille du duc de Bretagne en 1360, frère de Henri le Barbu, évêque de Nantes[2].
  - Guillaume Levesque, chevalier, conseiller du duc et un de ses procureurs à l’occasion du traité, juge universel de Bretagne en 1380, sénéchal de Broërech et de Ploërmel[3].